# Кьонигсберг в Бавария
Вижте пояснителната страница за други значения на Кьонигсберг.
Кьонигсберг в Бавария (на немски: Königsberg in Bayern – Кьонигсберг ин Байерн) е малък град в германската провинция Бавария.
Намира се на 7 км северозападно от Хасфурт и на 31 км северозападно от Бамберг. Населението му е 3633 души (по приблизителна оценка от декември 2017 г.).
Името на града означава „Кралската планина“ (на немски: König – крал и berg – планина). Кьонигсберг е и немското име на днешния Калининград.

## Kартинна галерия
- Кьонигсберг в Бавария - Königsberg in Bayern